# بنزیل کاربامات
بنزیل کاربامات ترکیبی آلی با فرمول شیمیایی C۶H۵CH۲OC(O)NH۲ است. این ترکیب را می‌توان به عنوان استرِ کاربامیک اسید (O=C(OH)(NH۲)) و بنزیل الکل در نظر گرفت، اگرچه از بنزیل کلروفرمات با آمونیاک تولید می‌شود. این ماده جامد سفید رنگی است که در حلال‌های آلی محلول و در آب نسبتاً محلول است. بنزیل کاربامات به عنوان یک شکل محافظت شده از آمونیاک در سنتز آمین‌های نوع اول استفاده می‌شود. پس از N-آلکیلاسیون، گروه C۶H۵CH۲OC(O) با اسیدهای لوئیس قابل حذف است.